# ماني مارتينيز
ماني مارتينيز (بالإسبانية: Manny Martínez)‏ هو لاعب كرة قاعدة مكسيكي، ولد في 3 أكتوبر 1970 في سان بيدرو دي ماكوريس في جمهورية الدومينيكان.

## وصلات خارجية
- ماني مارتينيز على موقع دوري كرة القاعدة الرئيسي (الإنجليزية)
- ماني مارتينيز على موقعبيزبول رفرنس.كوم (الدوري الرئيسي) (الإنجليزية)
- ماني مارتينيز على موقعبيزبول رفرنس.كوم (الدوري الثانوي) (الإنجليزية)